# Prontosil
A sulfonamina (nome comercial: Prontosil Rubrum) é um azo-composto e o primeiro medicamento do grupo das sulfonamidas. Foi o primeiro antibacteriana disponível comercialmente (com um efeito relativamente amplo contra cocos Gram-positivos, mas não contra enterobactérias), foi desenvolvido na década de 1930 por uma equipe de investigação nos laboratórios da Bayer do conglomerado IG Farben, na Alemanha. A descoberta e o desenvolvimento do primeiro medicamento sulfonamida abriu uma nova era na medicina.

## Histórico
A sulfamidochrisoidina foi primeiramente sintetizada pelos químicos da Bayer de Wuppertal-Elberfeld Fritz Mietzsch e Josef Klarer. Estes estavam trabalhando num programa para pesquisar corantes capazes de agir como bactericidas no corpo humano.
Em 1932 Gerhard Domagk descobriu que a molécula era efetiva contra septicemia estreptocócica em animais de laboratório. Domagk foi laureado com o Prêmio Nobel de Medicina/Fisiologia em 1939 por este desempenho (por conta do regime nazista este veio apenas a participar da cerimônia de premiação em 10 de dezembro de 1947, não podendo no entanto receber a dotação de 100.000 Reichsmarks inerente ao prêmio).